# Vagabond Bones
Vagabond Bones è il tredicesimo album in studio degli Helix, uscito nel 2009 per l'etichetta discografica Universal Music/Fontana.

## Tracce
1. The Animal Inside (Won't Be Denied)
2. Go Hard or Go Home
3. Vagabond Bones
4. Monday Morning Meltdown
5. When The Bitter's Got The Better Of You
6. Hung Over But Still Hanging In
7. Best Mistake I Never Made
8. Make 'Em Dance
9. Jack It Up

## Formazione
- Brian Vollmer - voce
- Brent Doerner - chitarra
- Jim Lawson - chitarra
- Sean Kelly - basso
- Rob MacEachern - batteria